# Уздизање Ханибала
Уздизање Ханибала (енгл. Hannibal Rising) је психолошки хорор филм из 2007. године, режисера Питера Вебера, рађен по истоименом роману Томаса Хариса, са Гаспаром Улијеом, Гунг Ли, Рисом Ивансом и Домиником Вестом у главним улогама. Представља преднаставак филмова Ловац на људе (1986), Кад јагањци утихну (1991), Ханибал (2001) и Црвени змај (2002), као и пето остварење у серијалу о Ханибалу Лектору. Радња прати младог Ханибала Лектора, који се из осветољубивог ловца на нацисте претвара у канибалистичког серијског убицу.
Филм је премијерно приказан 7. фебруара 2007, у дистрибуцији продуцентске куће Метро-Голдвин-Мејер. Добио је претежно негативне оцене критичара и помешане оцене публике. Остварио је зараду од преко 80 милиона долара.

## Радња
Године 1941, током Другог светског рата, Ханибал Лектор живи са својим родитељима и сестром у дворцу у Литванији. Приликом напада нациста, његови родитељи и сестра су убијени, а ова ужасна трагедија у Ханибалу буди зло, које га прави једним од најозлоглашенијих серијских убица.

## Улоге
| Глумац               | Улога                  |
| -------------------- | ---------------------- |
| Гаспар Улије         | др Ханибал Лектор      |
| Гунг Ли              | госпођа Мураски        |
| Доминик Вест         | инспектор Паскал Попил |
| Рис Иванс            | Владис Грутас          |
| Хелена-Лија Таковска | Миша Лектор            |
| Кевин Макид          | Петрас Колнас          |
| Ричард Брејк         | Енрикас Дортлич        |
| Стивен Волтерс       | Зигмас Милко           |
| Иван Маревић         | Бронис Гренц           |
| Ингеборга Дапкунајте | госпођа Лектор         |
| Горан Костић         | Казис Порвик           |